# Bacteria laesa
Bacteria laesa är en insektsart som beskrevs av Ludwig Redtenbacher 1908. Bacteria laesa ingår i släktet Bacteria och familjen Diapheromeridae. Inga underarter finns listade.